# Бабин торжок
Бабин торжок — історична місцевість за часів Київської Русі в Києві. Був розташований між теперішніми Андріївською церквою, Десятинними вулицею і провулком. Простягався вздовж сучасної вулиці Володимирської в бік вулиці Великої Житомирської. Назва, як вважають, походить від мідних статуй (баб), привезених у Київ князем Володимиром з Корсуня (Херсонесу) і встановлених тут перед Десятинною церквою, зведеною 989—996 (залишився її фундамент). Рельєф місцевості був частково змінений під час будівельних робіт у 1830-ті.